# Обыкновенный богомол

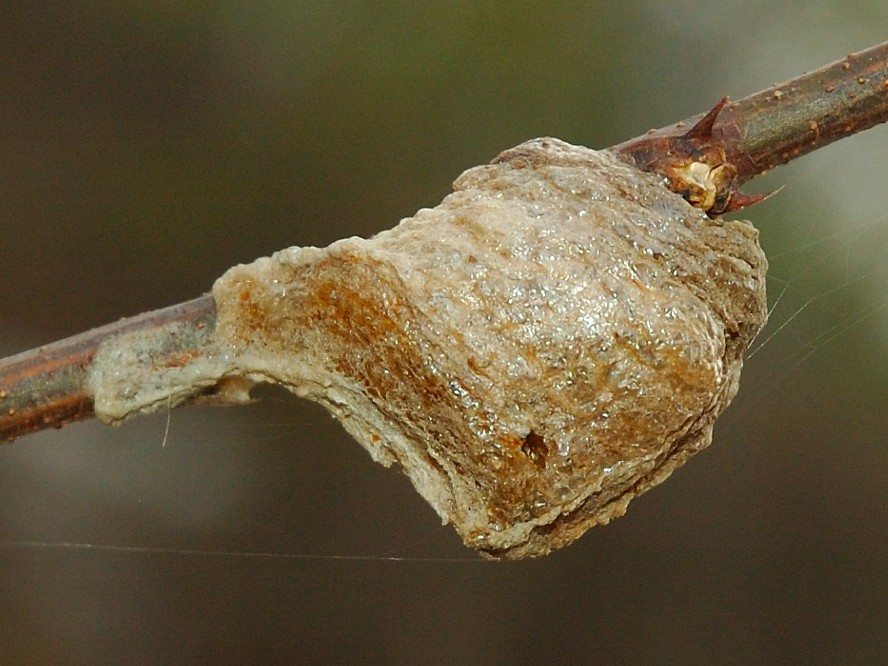
Оотека богомола

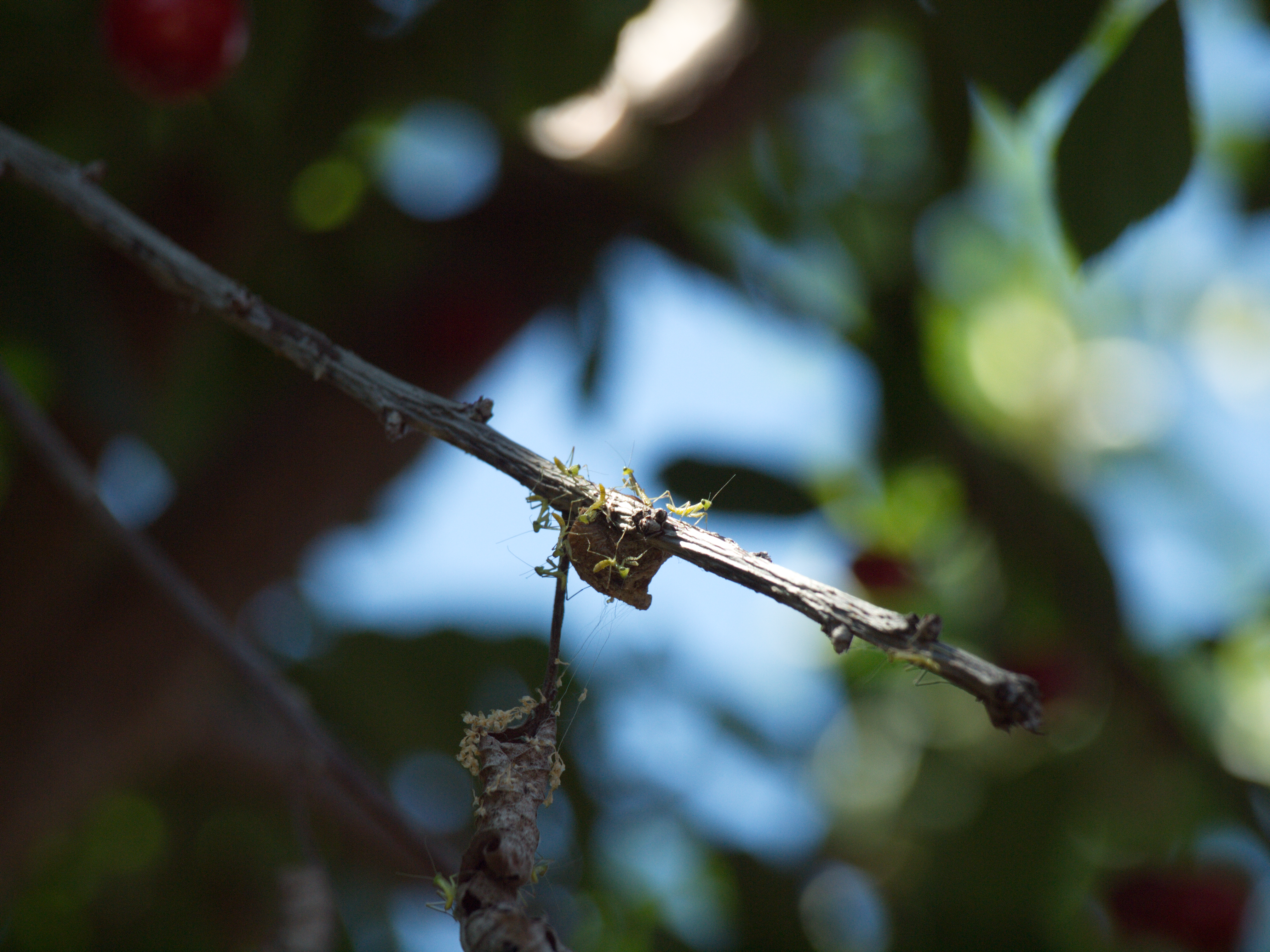
Оотека богомола с молодыми богомолами

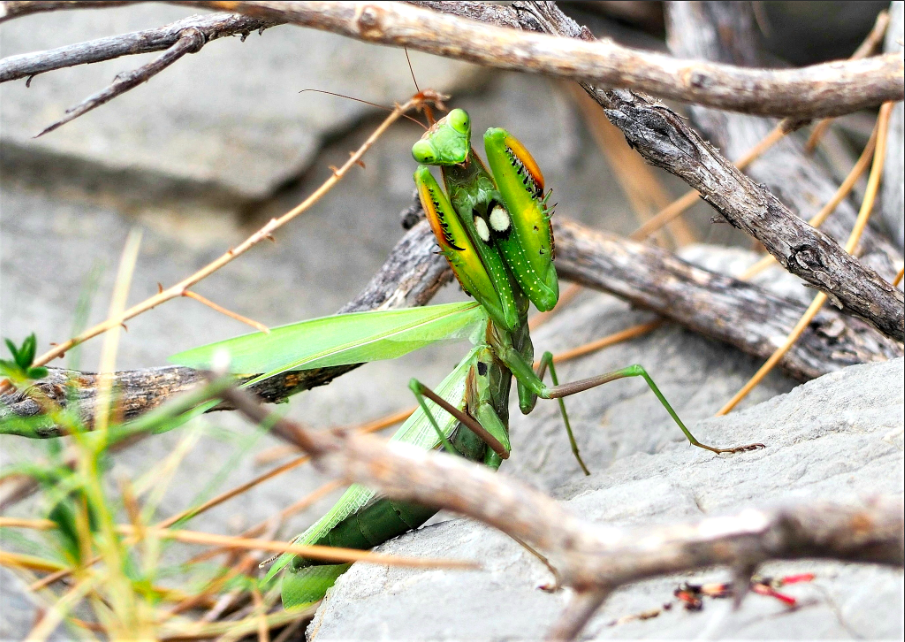
Имаго самца обыкновенного богомола в угрожающей позе

Обыкновенный богомол, или богомол религиозный (лат. Mantis religiosa) — насекомое из семейства настоящих богомолов отряда богомоловых. Крупное хищное насекомое с приспособленными для хватания пищи передними конечностями. Достигает в длину 42—52 мм (самец) или 48—75 мм (самка). Наиболее крупный и самый распространённый вид богомолов в Европе.

## Описание
Окраска покровительственная, очень изменчива, варьируется от зелёного или жёлтого до буро-серого или тёмно-коричневого. Переднеспинка умеренной длины, передние ноги хватательные, кроме добывания пищи, используются также для передвижения. Задние ноги бегательные. Крылья хорошо развиты как у самца, так и у самки (хотя самки из-за своих внушительных размеров летают очень плохо и неохотно). Брюшко яйцевидное, довольно длинное.

## Особенности биологии

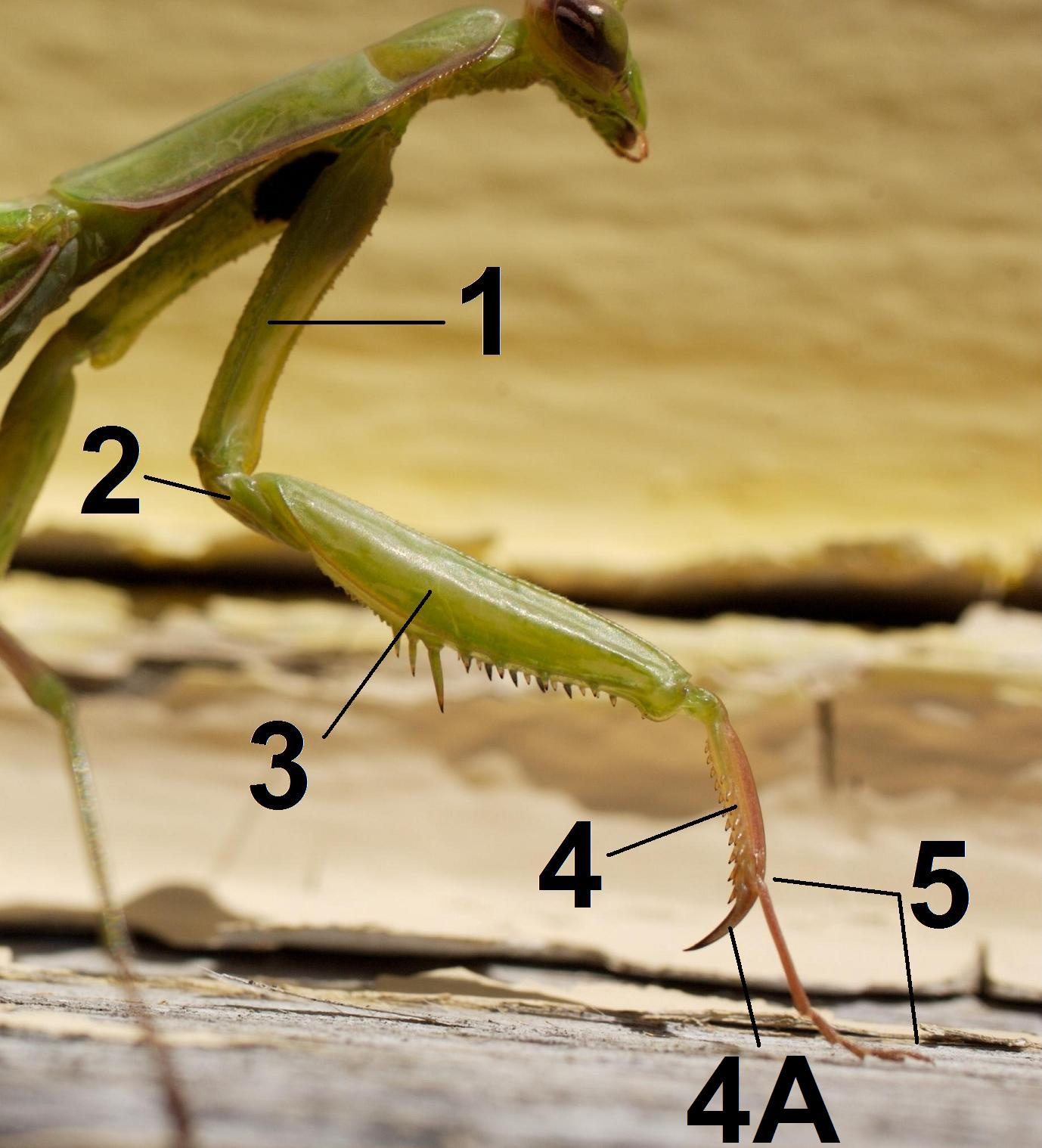
Хватательные ноги богомола: видны шипы голени и бедра

Обыкновенный богомол — типичный хищник-засадчик, маскирующийся под окружающие растения. Подстерегая жертву, малоподвижен, при появлении её в пределах досягаемости захватывает передними хватательными ногами, удерживая её между шипастыми бедром и голенью.
Биологическое латинское название рода Mantis — от др.-греч. μάντις «богомол», а также «прорицатель(ница)» (слово формально женского рода). Значение «богомол» древнегреческое слово приобрело в связи с тем, что в охотничьей позе насекомое похоже на молитвенно сложившего руки человека. Видовое лат. religiosa — «религиозная».
В отличие от самцов, которые питаются достаточно мелкими насекомыми, более крупные и тяжёлые самки могут нападать на насекомых такого же, а иногда и большего размера, чем они сами. Кроме того, богомолы могут поедать собственных детёнышей, если те не успели укрыться после вылупления из яйца.

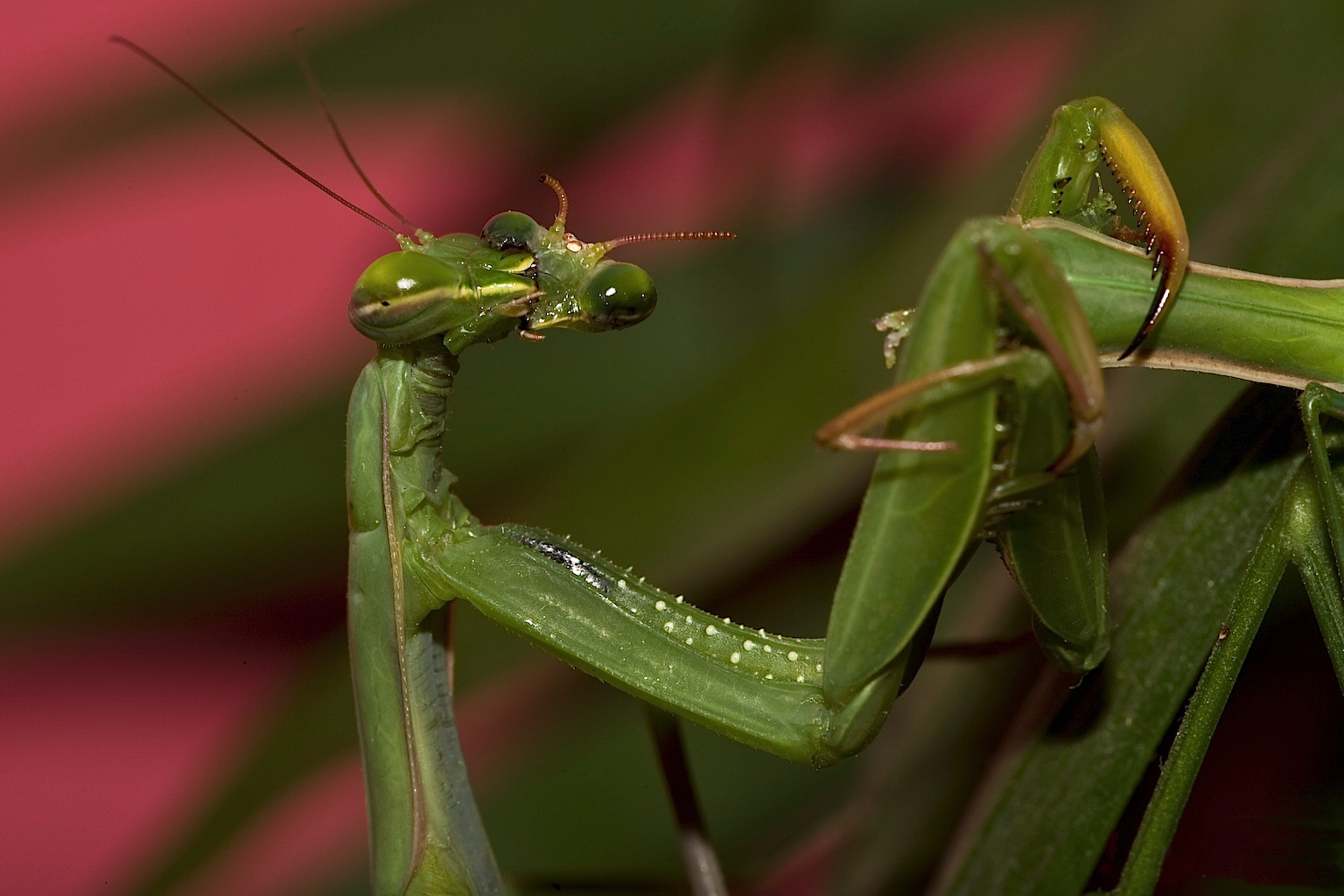
Поедание самкой богомола самца после спаривания

Воздействие половых гормонов приводит к возрастанию агрессивности в поведении. В это время между самками нередки случаи каннибализма. Одна из самых знаменитых особенностей обыкновенного богомола — пожирание самца самкой после или даже во время спаривания. Однако в большинстве случаев спаривание происходит нормально, а самка съедает самца только после спаривания, и то только в 50 % случаев. На самом деле самка поедает самца из-за высокой потребности в белке на ранней стадии развития яиц.
Как и все богомолы, обыкновенный богомол откладывает яйца в оотеках.

## Распространение
Богомол обыкновенный распространён на юге Европы от Португалии до Турции и Украины. Также встречается на многих островах Средиземного моря (Балеарские, Корсика, Сардиния, Сицилия, Мальта, острова Эгейского моря, Кипр), в Египте и Судане, на Ближнем Востоке от Израиля до Ирана, на Аравийском полуострове. Многочисленный вид на всём юге России до Дальнего Востока. Кроме того, вероятно, интродуцирован в Новую Гвинею. Завезён на восток США в 1890-х годах, откуда заселил всю страну, а также юг Канады. В начале XXI века найден в Коста-Рике. Также имеются противоречивые свидетельства о находках богомола обыкновенного в Боливии, Ямайке и Австралии.
В Европе северная граница расселения вида проходит по линии 50-й параллели северной широты, через такие страны и регионы, как: Франция, Бельгия, южная Германия, Тироль, Австрия, Чехия, Словакия, южная Польша, лесостепь Украины, юг России. Впрочем, в конце XX века ареал стал понемногу расширяться на север. По состоянию на 2012 год богомол обыкновенный стал многочисленным на севере Германии, появился в Белоруссии и Латвии. В 2021 году богомол обыкновенный стал обнаруживаться в Калининградской области. Также богомол обыкновенный обитает в Чувашии.

## Подвиды

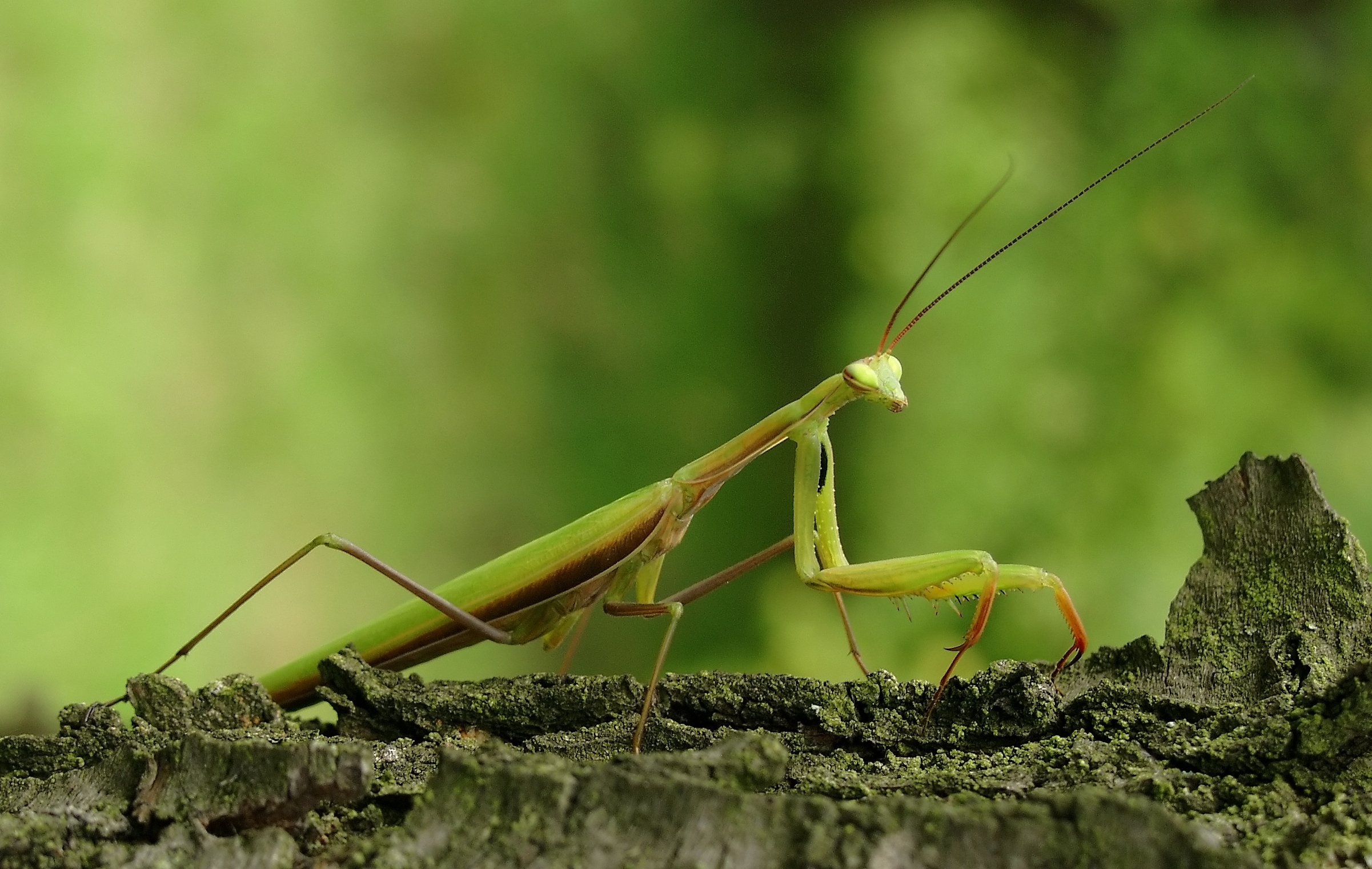

Выделяют 12 подвидов:
- M. r. beybienkoi (Bazyluk, 1960)
- M. r. caucasica (Lindt, 1974)
- M. r. eichleri (Bazyluk, 1960)
- M. r. inornata (Werner, 1930)
- M. r. langoalata (Lindt, 1974)
- M. r. latinota (Lindt, 1974)
- M. r. macedonica (Karaman, 1961)
- M. r. major (Gerstaecker, 1873)
- M. r. polonica (Bazyluk, 1960)
- M. r. religiosa (Linnaeus, 1758)
- M. r. siedleckii (Bazyluk, 1960)
- M. r. sinica (Bazyluk, 1960)